# Zuidelijke Grote Oceaan
De Zuidelijke Grote Oceaan, Zuidzee of Zuidelijke Pacific (Duits: Südpazifik, Engels: South Pacific) is een informele benaming voor de eilandengroepenregio van de zuidwestelijke Grote Oceaan. In het ambtelijk spraakgebruik wordt er meestal Polynesië (zonder de Hawaïaanse eilanden, die noordelijk van de evenaar liggen) en de zuidelijke delen van Micronesië onder verstaan, maar vaak ook Melanesië. Naargelang het gebruik van het begrip worden er vaak ook Nieuw-Zeeland en de veel oostelijker gelegen Pitcairneilanden, Paaseiland en de Juan Fernández-archipel toe gerekend, maar gewoonlijk niet Australië en Papoea-Nieuw-Guinea. De Zuidelijke Grote Oceaan wordt soms ook aangeduid als het deel van de Grote Oceaan ten zuiden van de evenaar.
Volgens alle gebruikte definities wordt er een enorm uitgestrekt gebied mee aangeduid van enkele miljoenen vierkante kilometers aan beide zijden van de internationale datumgrens, waarvan de eilanden naar verhouding een zeer kleine totale oppervlakte en klein inwoneraantal hebben. Wanneer Nieuw-Zeeland buiten beschouwing wordt gelaten wonen er nauwelijks een miljoen mensen in alle staten en territoria tezamen.